# Пробуждение Флоры
«Пробуждение Флоры» — анакреонитический балет в одном действии (1894). Либретто М. И. Петипа и Л. И. Иванова. Музыка Р. Е. Дриго. Хореография Петипа.

## История создания и сценическая судьба
Балет сочинялся весной — летом 1894 года и был впервые показан на парадном спектакле по случаю бракосочетания великого князя Александра Михайловича и великой княжны Ксении Александровны в Петергофе 28 июля 1894 года. «Пробуждение Флоры» шло во втором отделении программы, в первом давался 2-й акт из оперы Ш. Гуно «Ромео и Джульетта».
В следующем театральном сезоне спектакль был показан на сцене Мариинского театра (премьера — 8 января 1895 года). В различные годы партии в нём исполняли выдающиеся артисты: А. П. Павлова, Т. П. Карсавина, Э. Вилль (Флора), М. М. Фокин (Аполлон), Г. Г. Кякшт (Зефир), А. Я. Ваганова, Б. Ф. Нижинская (Геба) и другие.
Весной 1919 года по решению Директории Государственного Мариинского театра «Пробуждение Флоры» попало в число балетов, подлежавших исключению из репертуара.
Позднее спектакль целиком и фрагменты из него (Pas de quatre «Розарий») восстанавливался балетмейстерами С. Г. Вихаревым и Ю. П. Бурлака.

## Фиксация оригинальной хореографии
В начале XX века оригинальная хореография «Пробуждения Флоры» была записана по системе записи танца В. И. Степанова. В 1918 году хореографическая нотация балета, в числе других документов, была вывезена за рубеж бывшим режиссёром балета Мариинского театра Н. Г. Сергеевым. Ныне она находится в составе «Коллекции Сергеева» и хранится в библиотеке Гарвардского университета. Использовалась как источник в постановках Бурлака и Вихарева.

## Содержание
Либретто «Пробуждения Флоры» основано на мотивах античной мифологии. Балет не имеет четко выстроенной фабулы и сводится к ряду выходов и танцевальных номеров. Американский искусствовед Дж. Р. Уайли рассматривал изображаемое в нём постепенное наступление дня как метафору бракосочетания, к которому была приурочена премьера.

«Ежегодник императорских театров» на сезон 1893/94 годов излагает содержание спектакля:
Сцена 1-я. Ночь. Флора и её нимфы в глубоком сне; Диана, богиня ночи, охраняет их покой. С приближением рассвета в воздухе чувствуется свежесть. Диана скрывается в облаках.
Сцена 2-я. Над местностью бурно проносится Аквилон; его холодное дуновение пробуждает спящих и заставляет их искать убежища в листве. Появление холодной росы приводит Флору в отчаяние, и она умоляет Аврору прийти к ним на помощь.
Сцена 3-я. Аврора утешает Флору нежными ласками и объявляет, что за нею следует бог дня — Аполлон, который положит конец их мучениям.
Сцена 4-я. При появлении лучезарного Аполлона все оживает. Восхищенный красотою богини цветов, он целует её. По зову бога дня, легкий и нежный ветерок, Зефир, летит в объятия своей возлюбленной — Флоры. «Ты должна быть его подругой», говорит Аполлон, «такова воля богов». Все в восторге; Купидон, амуры и нимфы радуются счастью влюбленных.
Сцена 5-я. Меркурий, посланник богов, возвещает о прибытии Ганимеда и Гебы, которые подносят Флоре и Зефиру чашу с нектаром и объявляют, что Юпитер дарует им вечную юность.
Сцена 6-я. Шествие. Колесница Бахуса и Ариадны, сопровождаемая вакханками, сатирами, фавнами, сильванами и друг.
Апофеоз. Открывается Олимп; здесь появляются Юпитер, Юнона, Нептун, Вулкан, Минерва, Церера, Марс, Плутон, Прозерпина, Венера и друг.

## Постановки

### Оригинальный спектакль Петипа
- 28 июля 1894 г. — парадный спектакль по случаю бракосочетания Великой Княжны Ксении Александровны и Великого Князя Александра Михайловича, Петергоф. Художники — М. И. Бочаров (декорации), Е. П. Пономарев (костюмы), аксессуарные вещи по эскизам П. П. Каменского. Дирижёр — Дриго. Исполнители: Флора — М. Ф. Кшесинская; Диана — А. Х. Иогансон; Аврора — Леонова; Аполлон — П. А. Гердт; Зефир — Н. Г. Легат ; Аквилон — А. А. Горский; Купидон — В. А. Трефилова; Меркурий — С. Г. Легат; Ганимед — Литавкин; Геба — К. М. Куличевская. В апофеозе: Юпитер — Аистов, Юнона — Оголейт 1-я, Нептун — Воронков 1-й, Вулкан — Булгаков, Минерва — Бастман, Церера — Горячева, Марс — Яковлев, Плутон — Гиллерт, Прозерпина — Хомякова, Венера — Давыдова, Психея — Михайлова и другие[9].
- 8 января 1895 г. — Мариинский театр, прощальный бенефис Марии Андерсон. Дирижёр и исполнители те же[10].

### Современные реконструкции балета и его фрагментов
- 15 ноября 2004 г. — Большой театр, в рамках «Мастерской новой хореографии». Реконструкция Pas de quatre «La Roseraie» («Розарий») — композиции, составленной по мотивам балета Петипа. Хореограф-постановщик — Бурлака. Костюмы по эскизам Пономарева (1894). Исполнители: Флора — М. Богданович; Аврора — А. Никулина; Диана — А. Сташкевич; Геба — Е. Кулаева.
- 12 апреля 2007 г. — Мариинский театр. Реконструкция спектакля 1894 года. Хореограф-постановщик — Вихарев. Художник-постановщик и исполнитель декораций — М. Шишлянников, ассистент художника-постановщика — А. Севбо, художник по костюмам — И. Коровина, художник по свету — В. Лукасевич. Дирижёр-постановщик — П. А. Бубельников. Ответственный концертмейстер — Л. Свешникова. Исполнители: Флора — Е. Осмолкина (затем — Е. В. Образцова); Аврора — Я. Селина; Диана — Св. Иванова; Амур — В. Мартынюк; Зефир — Ф. Степин (затем — А. Г. Фадеев, Вл. Шкляров); Аполлон — В. Баранов (затем — М. Чащегоров); Аквилон — С. Кононенко; Меркурий — А. Тимофеев; Геба — Н. Шарапова.

Постановка осуществлена при поддержке Фонда Друзей Мариинского театра (Германия).
Спектакль был выдвинут на соискание национальной театральной премии «Золотая маска» в номинациях «Балет / спектакль», «Балет / Работа балетмейстера» (Вихарев), «Балет / Лучшая женская роль» (Осмолкина) и стал победителем в двух из них («спектакль» и «работа балетмейстера»).
- 23 декабря 2008 г. — Челябинский государственный академический театр оперы и балета им. М. И. Глинки, в рамках программы «Золотой век Русского Императорского балета». Pas de quatre «La Roseraie» («Розарий»). Хореограф-постановщик — Бурлака. Художники-декоратор — А. Пикалова, художник по костюмам — Е. Зайцева. Исполнители: Ю. Шамарова, Е. Тихонова, О. Шемякина, Н. Большина.
- 11 июня 2014 г. — Мариинский театр, в рамках выпускного спектакля Академии русского балета им. А. Я. Вагановой. Pas de quatre «La Roseraie» («Розарий») Хореограф-постановщик — Бурлака. Исполнители: А. Кирная, О. Рудницкая, Н. Цхвитария, А. Лукина.